# Olympiastützpunkt Rhein-Neckar
Der Olympiastützpunkt Metropolregion Rhein-Neckar (OSP MRN) ist eine regionale sportartübergreifende Beratungs- und Unterstützungseinrichtung für olympische, paralympische und deaflympische Topathleten und deren Trainer. Als zweite Aufgabe übernimmt der OSP MRN zentrale Beratungs- und Unterstützungsleistungen für nationale Spitzenverbände im Rahmen von Wettkampf- bzw. Trainingsmaßnahmen.

## Geschichte

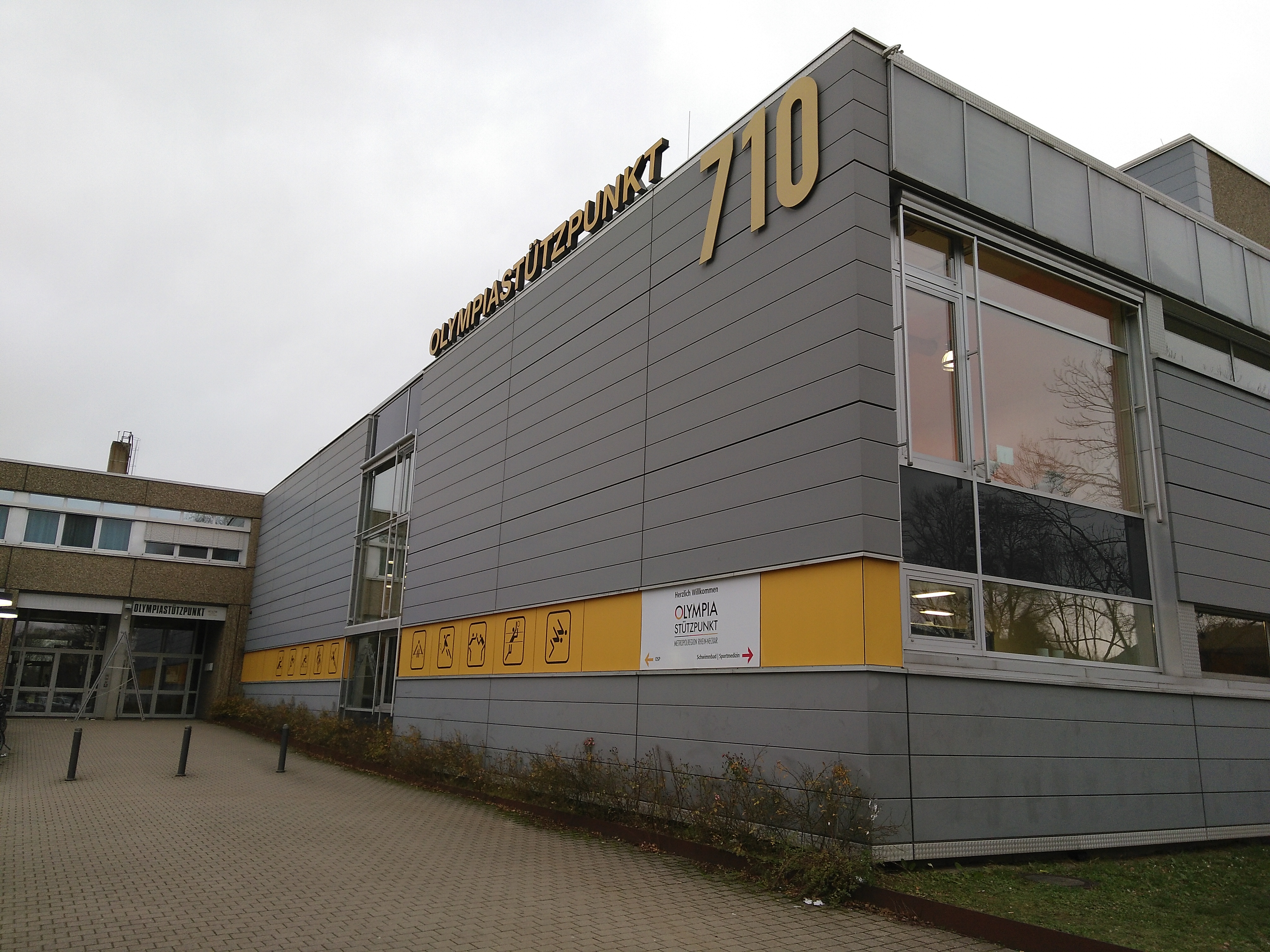
Hauptgebäude und Eingang, Hausnummer 710

Der OSP Rhein-Neckar wurde am 28. November 1997 gegründet und ist seitdem mit seiner Zentrale im Neuenheimer Feld in Heidelberg beheimatet.
Im Jahre 2017 wurde mit der Unterzeichnung der Grundvereinbarung „Olympiastützpunkte Baden-Württemberg“ mit dem LSV beschlossen, dass die Trägerschaft des OSP zum 1. Januar 2018 zum Landessportverband Baden-Württemberg wechselt. Neben dem OSP Metropolregion Rhein-Neckar wurden im Rahmen der Grundvereinbarung auch die anderen Olympiastützpunkte in Baden-Württemberg (OSP Freiburg-Schwarzwald, OSP Stuttgart und OSP Tauberbischofsheim) unter der Rechtsträgerschaft des Landessportverbands Baden-Württemberg zusammengeführt.
Der OSP Rhein-Neckar ist aktuell einer von 18 deutschen Olympiastützpunkten.

## Struktur und Finanzierung

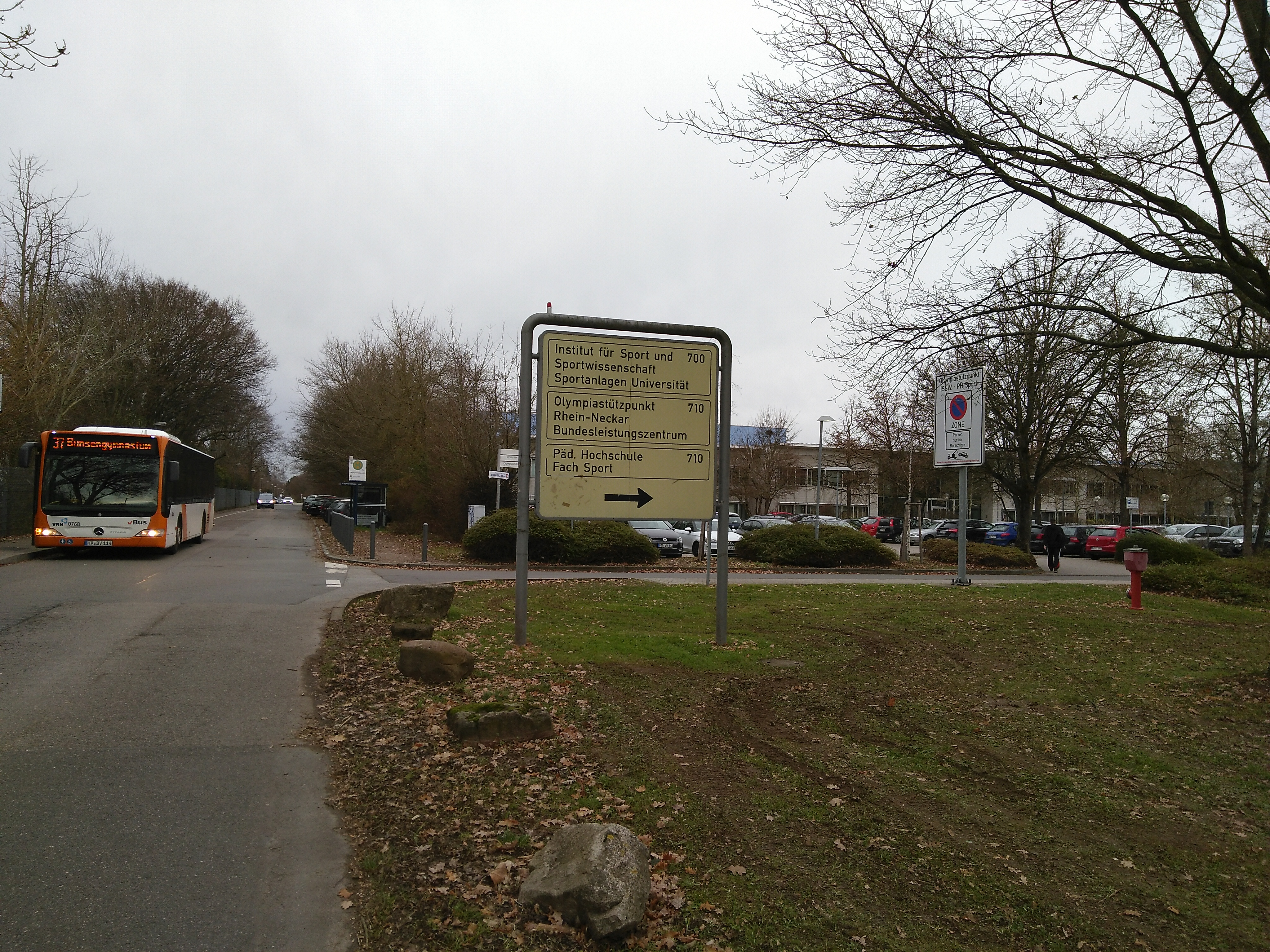
Zufahrt zum Olympiastützpunkt Rhein-Neckar

Als Trägerinstitution für den OSP MRN fungiert der Landessportverband Baden-Württemberg e. V. (LSV). Gert Rudolph als Präsident des Badischen Sportbund Nord übernimmt innerhalb des LSV die ehrenamtliche Führung des OSP MRN, Führungsgremium ist der Leistungsstab für die Olympiastützpunkte in Deutschland unter Vorsitz des DOSB. Hauptamtlicher Leiter ist seit Juni 2010 der ehemalige Spitzenfechter Daniel Strigel.

### Struktur
Der OSP MRN ist gegliedert in die Bereiche Leitung/Verwaltung/Finanzen (2 Stellen), Sportmedizin/Sportorthopädie/Sportpsychiatrie (in Kooperation mit der Universitätsklinik Heidelberg), Sportphysiotherapie (2 Stellen und Kooperationen mit trainingsortnahen Praxen), Rehab/Prehab (1,5 Stellen), Kraft (1,5 Stellen), Speed/Agility/Quickness (0,5 Stellen), Leistungsphysiologie (2 Stellen), Ernährung/Gewichtsmanagement (Honorarkräfte nach Bedarf), Sportpsychologie (1 Stelle), Laufbahnberatung/Duale Karriere (2,5 Stellen), Haus des Athleten (Sportinternat/Schülerwohnheim & Eliteschulen des Sports, 5 Stellen und Kooperation mit Eliteschulen des Sports) sowie Lehrgangs- und Gebäudeservice (5,5 Stellen).

### Finanzierung
Der OSP MRN hat ein jährliches Gesamtbudget in Höhe von ca. 2 Millionen Euro. Im Rahmen einer Projektförderung erhält der OSP MRN Zuschüsse seitens Bundesministerium des Innern und Ministerium für Kultus, Jugend und Sport Baden-Württemberg (Fehlbedarfsfinanzierung, Eigenmittelquote ca. 19 %). Dabei trägt der Bund ca. 77 % des Fehlbedarfs (ca. 1.500.000 Euro) und das Land ca. 23 % des Fehlbedarfs (ca. 430.000 Euro).

## Athletinnen und Athleten
Etwa 300 Athletinnen und Athleten mit nachgewiesener Perspektive auf eine Teilnahme an den Olympischen Spielen, Paralympics oder Deaflympics leben und trainieren in der Metropolregion Rhein-Neckar.

## Sportarten
Folgende Bundessportfachverbände führen Bundesstützpunkte bzw. kooperieren mit bundesstützpunktähnlichen Trainingszentren in der Metropolregion Rhein-Neckar:
Deutscher Boxsport-Verband
Deutsche Eislauf-Union
Bundesverband Deutscher Gewichtheber
Deutscher Golf Verband
Deutscher Hockey-Bund
Deutscher Kanu-Verband
Deutscher Leichtathletik-Verband
Deutscher Ringer-Bund
Deutscher Rugby-Verband
Deutscher Schwimm-Verband
Deutscher Tischtennis-Bund
Deutscher Turner-Bund
Deutscher Behindertensport-Verband
Deutscher-Eishockey-Bund
Deutscher Fußball-Bund
Deutscher Gehörlosen-Sportverband
Deutscher Handballbund

## Aufgaben
Gemäß dem DOSB-Stützpunktkonzept bietet der OSP MRN Beratung und Unterstützung in hauptsächlich den folgenden Servicebereichen:
- Sportmedizin, Sportorthopädie und Sportpsychiatrie
- Sportphysiotherapie
- Rehab & Prehab
- Kraft
- Speed, Agility & Quickness
- Leistungsphysiologie
- Ernährung und Gewichtsmanagement
- Sportpsychologie
- Laufbahnberatung & Duale Karriere
- Haus des Athleten (Sportinternat/Schülerwohnheim & Eliteschulen des Sports)

## Besonderheit OSP-Trainingszentrum Heidelberg
Zusätzlich zu seinen Kernaufgaben betreibt der OSP MRN das Trainingszentrum am Olympiastützpunkt MRN in Heidelberg. Im Gebäudekomplex INF 710, der sich den Charme seines olympischen Baujahres 1972 bewahrt hat, stehen den Bundeskadern (und bei freien Kapazitäten auch weiteren Kadern und externen Nutzern) auf insgesamt 18.000 m² überdachter Fläche zur Verfügung:
- eine 3-Feld-Halle mit 13 Meter lichter Höhe und ausziehbarer Zuschauertribüne
- eine 3-Feld-Halle mit 8 Meter lichter Höhe
- eine Boxsporthalle mit fünf Hochringen, Gerätestraße und kleinem Kraftraum
- eine Schwimmhalle mit 50-mal-25-Meter-Becken
- ein Gewichtheberraum mit zwei Plattformen
- ein geräteorientierter Kraftraum mit ca. 450 m² Fläche
- ein freihantelorientierter Kraftraum mit ca. 100 m² Fläche
- Umkleiden und Duschen
- Seminarräume in verschiedenen Größen
- 25 Übernachtungszimmer zur Einzel- oder Doppelbelegung
- die Cantina am OSP mit 100 Sitzplätzen und täglichem sportgerechten Buffet (Frühstück, Mittag, Abend und bei Bedarf Zwischenverpflegung)
- Ambulanzen der Abteilungen Sportmedizin und Sportorthopädie der Universitätsklinik Heidelberg
- eine umfangreiche leistungsdiagnostische Infrastruktur (Ergometer, Isokinetik, Videometrie, Bioimpedanz, Geschwindigkeits-/Höhenmesssysteme, Labor etc.)